# Klippan
För andra betydelser, se Klippan (olika betydelser).
Klippan är en tätort och centralort i Klippans kommun i Skåne län.
I nordöstra delen av tätorten ligger kyrkbyn Vedby med Vedby kyrka. I Klippan ligger även S:t Petri kyrka.

## Historia

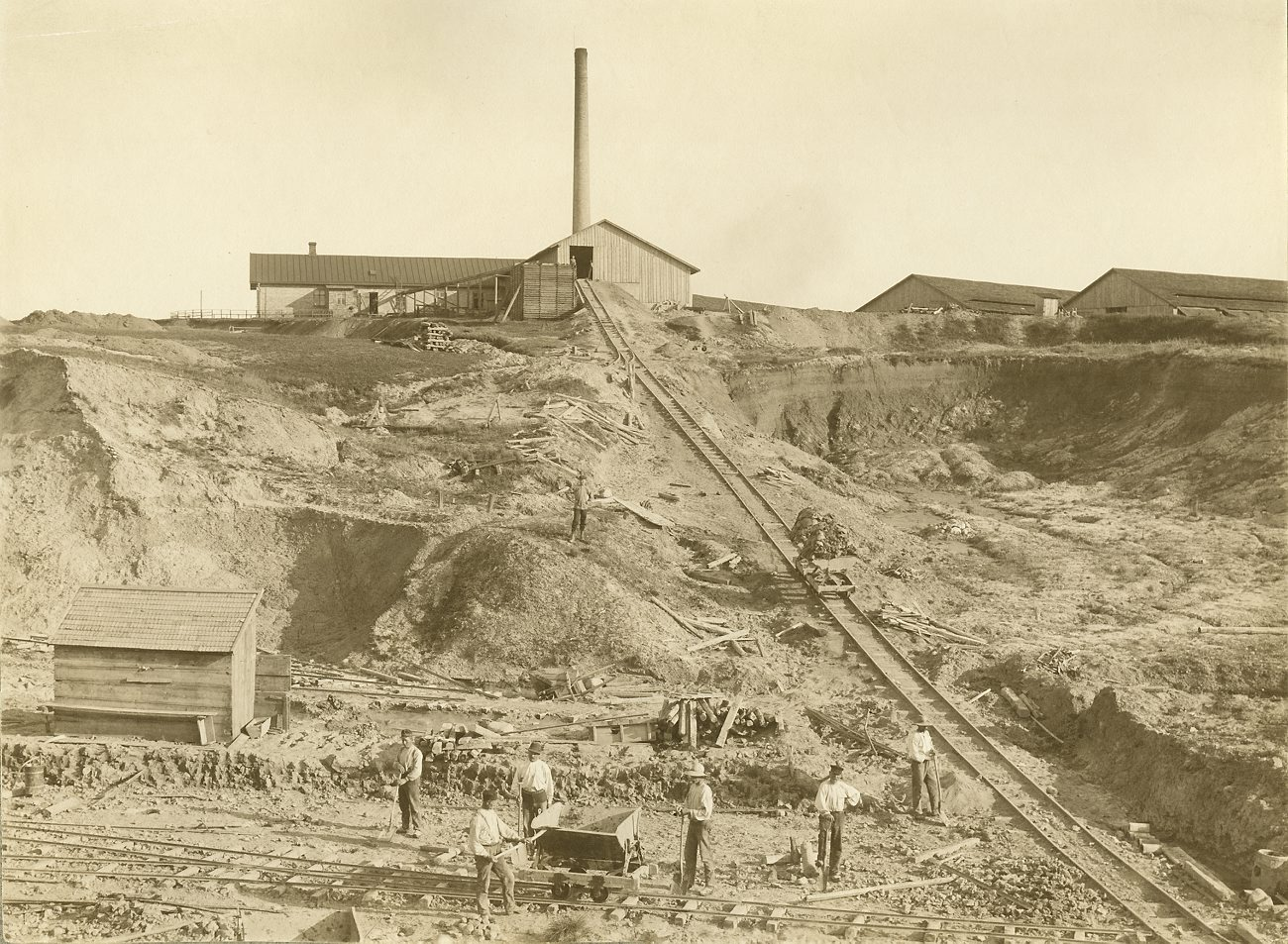
Klippans Tegelbruk omkring 1900.

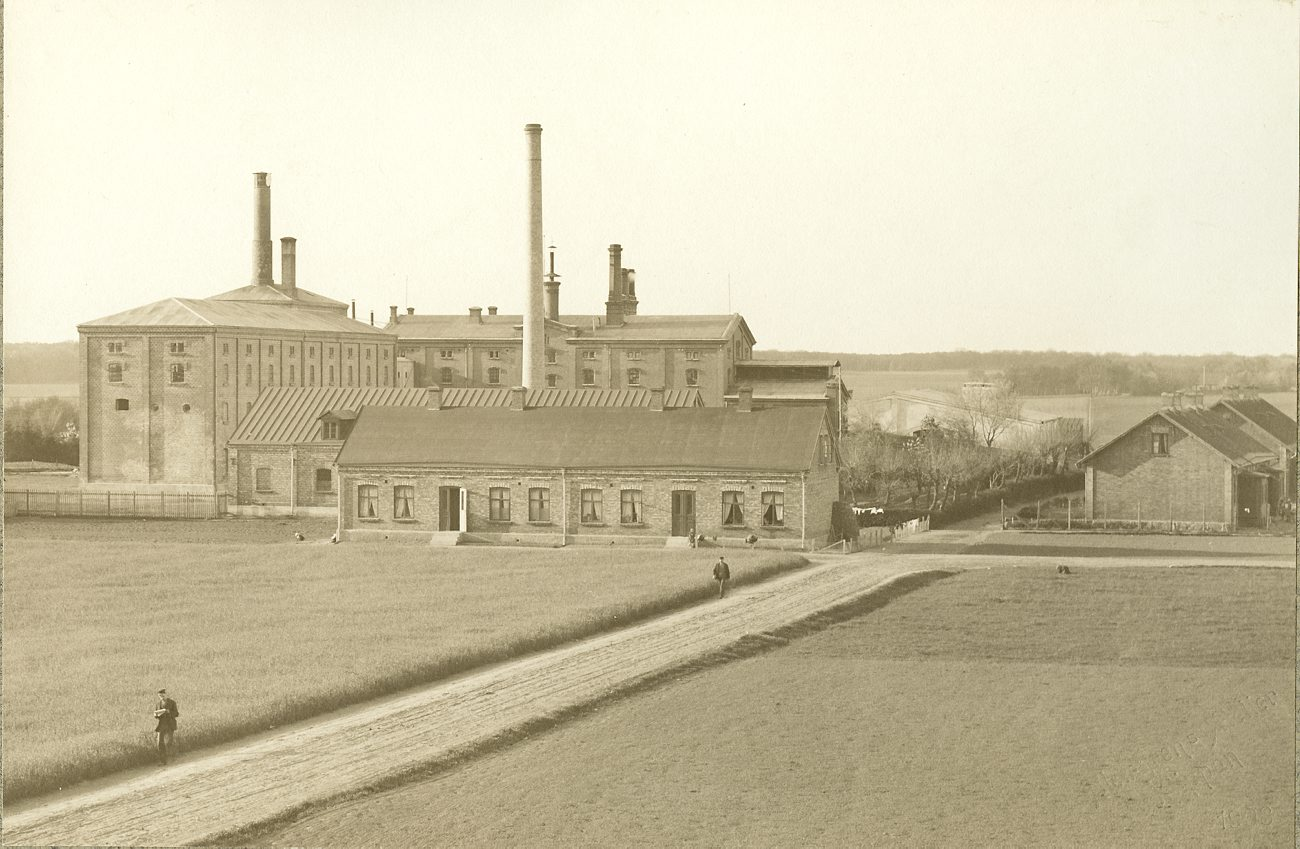
Klippans Ångbryggeri 1908.

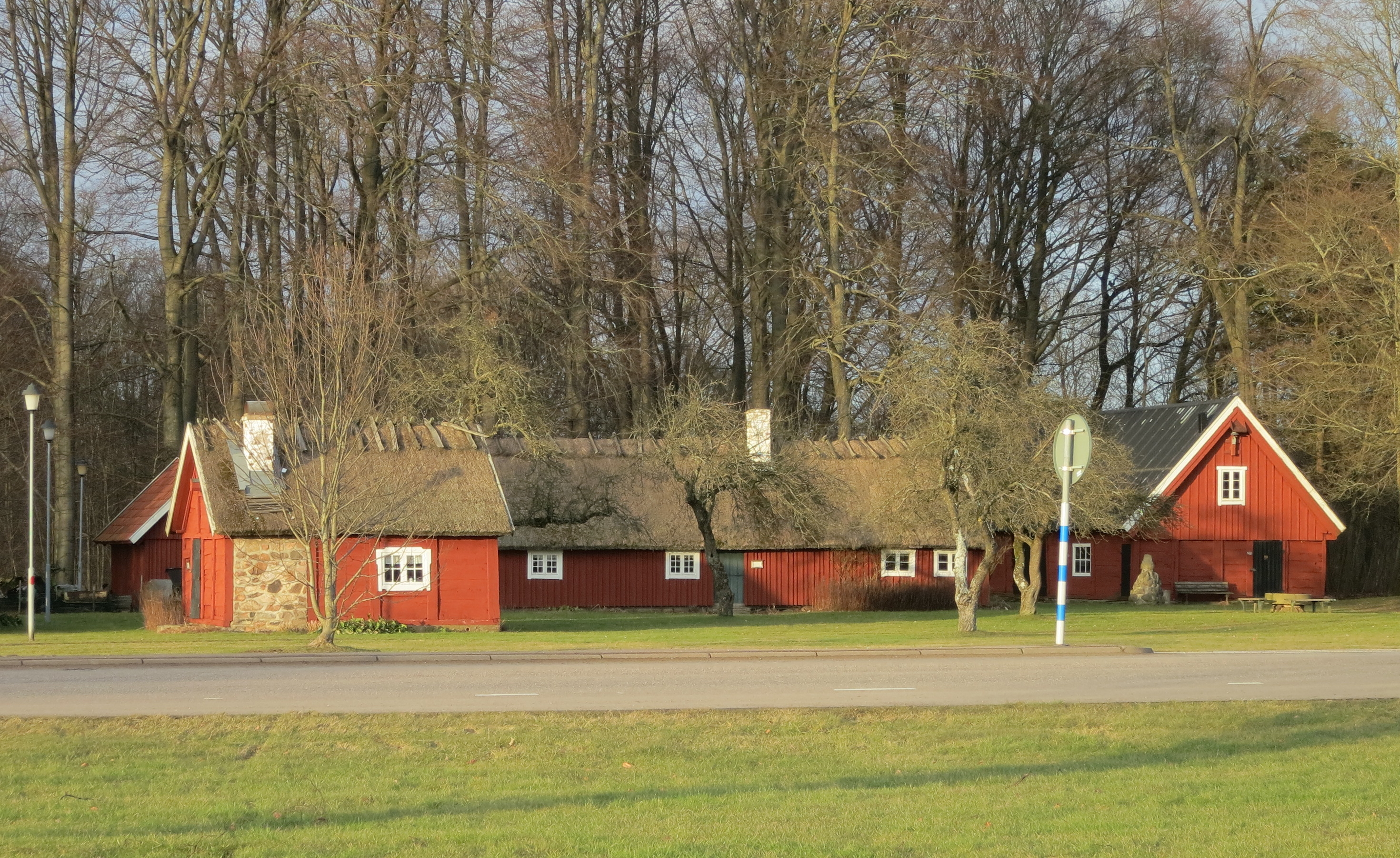
Klippans hembygdsgård.

Klippans historia hör samman med det pappersbruk, Klippans bruk, som anlades vid en fors i Rönne å på 1500-talet. Byn hette vid denna tid Åby, men bruket fick namnet Klippan efter forsen. Så småningom då järnvägen kom till byn, fick järnvägsstationen namnet Klippan, eftersom man inte kunde tillåta två järnvägsstationer med samma namn och Åby redan var upptaget. Samhället kallades fortfarande för Åby fram till omkring år 1895. Under perioden 1895–1905 användes ofta namnet Åby-Klippan för själva samhället. Från orten kunde man även segla nedför ån till Ängelholm och havet.
När Helsingborgs-Hässleholms järnvägs AB, HHJ, invigdes 1875 fick man en efterlängtad anslutning till stambanenätet. Klippans järnvägsstation byggdes av brukspatronen själv och blev mycket påkostad och stor i jämförelse med övriga stationer längs HHJ, då godsägarfamiljen fick sin egen väntsal. Sedermera fick Klippan järnvägsförbindelse med Röstånga 1892, en linje som förlängdes till Eslöv 1898 (KEJ). Denna lades ner 1961. En förbindelse med Ängelholm, EKJ, fanns 1907–1953.
Industrin, med läderfabrik, ett större mejeri, ett bryggeri och tegelbruk som dominerande verksamheter, var avgörande för Klippans utveckling under 1900-talet. Alla dessa verksamheter är i dag nedlagda. Efter en konkurs i juni 2006 gick även Klippans pappersbruk, som haft stor betydelse för samhällets framväxt, i graven. Uppehållet blev dock inte långvarigt, och i december samma år startade bruket igen.
Klippans centrum är besjunget av Torsson i sången "Klippan Centrum" från 1979.
I september 1995 fick Klippan uppmärksamhet för knivmordet på Gerard Gbeyo från Elfenbenskusten.

### Administrativa tillhörigheter
För delen Vedby, se Vedby socken
Åby var en ort i Gråmanstorps socken där Gråmanstorps landskommun inrättades vid kommunreformen 1862. I landskommunen inrättades 22 januari 1887 Åby-Klippans municipalsamhälle (senast 1930 namnändrad till Klippans municipalsamhälle) för orten. 1945 ombildades landskommunen med sitt municipalsamhälle och bildade Klippans köping. Köpingskommunen utökades 1952 och uppgick sedan 1971 i Klippans kommun med Klippan som centralort. Tätorten har efter 1952 växt ihop med orten Vedby och 1975 med orten Söndraby.
I kyrkligt hänseende har Klippan alltid hört till Klippans församling som före 1945 benämndes Gråmanstorps församling. Före 2006 hörde den nordöstra delen till Vedby församling. 
Judiciellt har orten ingått i samma tingslag och tingsrätter som Gråmanstorps socken.

### Befolkningsutveckling

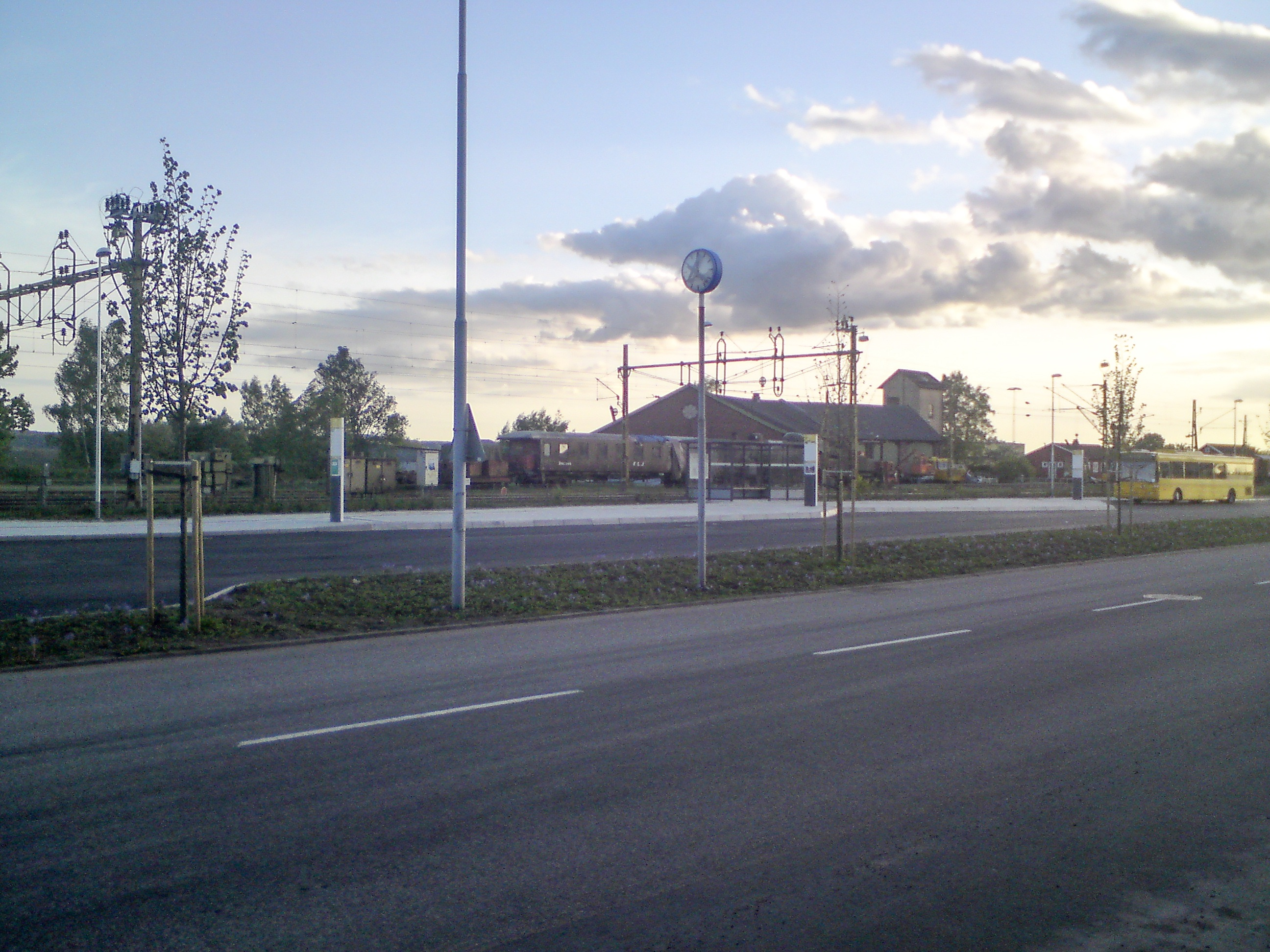
Klippans busstation.

| Befolkningsutvecklingen i Klippan 1900–2020 | Befolkningsutvecklingen i Klippan 1900–2020 | Befolkningsutvecklingen i Klippan 1900–2020 | Befolkningsutvecklingen i Klippan 1900–2020 | Befolkningsutvecklingen i Klippan 1900–2020 |
| --- | ------------------------------------------- | ------------------------------------------- | ------------------------------------------- | ------------------------------------------- |
| |                                             |                                             |                                             |                                             |
| År |                                             |                                             | Folkmängd                                   | Areal (ha)                                  |
| 1900 | 1900                                        |                                             | 1 508                                       | †                                           |
| 1960 | 1960                                        |                                             | 5 254                                       |                                             |
| 1965 | 1965                                        |                                             | 6 269                                       |                                             |
| 1970 | 1970                                        |                                             | 7 038                                       |                                             |
| 1975 | 1975                                        |                                             | 7 762                                       |                                             |
| 1980 | 1980                                        |                                             | 8 053                                       |                                             |
| 1990 | 1990                                        |                                             | 7 922                                       | 492                                         |
| 1995 | 1995                                        |                                             | 7 920                                       | 494                                         |
| 2000 | 2000                                        |                                             | 7 405                                       | 504                                         |
| 2005 | 2005                                        |                                             | 7 778                                       | 507                                         |
| 2010 | 2010                                        |                                             | 8 116                                       | 500                                         |
| 2015 | 2015                                        |                                             | 8 411                                       | 542                                         |
| 2017 | 2017                                        |                                             | 9 000                                       | ##                                          |
| 2020 | 2020                                        |                                             | 8 874                                       | 546                                         |
| Anm.: Sammanvuxen med Söndraby 1975 † Befolkning runt ett municipalsamhälle 1900. ## Arean 31 december 2016, 2017 och 2018 fortsatt samma som avgränsades som tätort 2015. |                                             |                                             |                                             |                                             |

## Kommunikationer
Klippan har en järnvägsstation med tågförbindelser med Pågatågen till Helsingborg och via Hässleholm till Kristianstad. Det finns även bussförbindelser till Ängelholm med regionbuss 510 och till Ljungbyhed-Stehag med regionbuss 518.

## Näringsliv
I Klippan finns en lång företagstradition med 1200 aktiva företag med en spridning från små enmansföretag till specialiserade branscher som transport, verkstad, livsmedel, papper, trä och plast. I kommunen finns ca 6000 arbetsplatser. På grund av Klippans centrala läge mellan Hässleholm, Helsingborg och Ängelholm är utpendlingen omfattande. Vidare finns det flera speditionsverksamheter, som DHL. Kommunen är den största arbetsgivaren genom sina många förvaltningar.

### Bankväsende
Sparbanken Klippan grundades år 1903. Den uppgick 1971 i Åsbo sparbank som senare blev en del av Swedbank.
Skånes enskilda bank öppnade kontor i dåvarande Åby den 17 september 1866. År 1916 öppnade Skånska handelsbanken kontor i Klippan. Båda dessa banker uppgick i Skandinaviska kreditaktiebolaget. Vid 1920-talets början hade även Svenska Handelsbanken kontor i Klippan.
Den 31 maj 2021 stängde Handelsbanken sitt kontor i Klippan. Därefter finns SEB och Swedbank kvar.

## Utbildning
Det finns tre kommunala gymnasier i Klippan: Tegelbruksgymnasiet, Åbyskolan och Flygteknikcenter. Dessutom finns den privata naturbruksutbildningen Segragymnasiet.
I Klippan ligger det tre F-6-skolor: Kungsfiskareskolan, Vedbyskola och Antilopen.
Snyggatorp är högstadieskola och har även hjälpskola från F-9.
media.

## Idrott
Föreningen Klippans förenade fotboll hade år 2010 ett herrlag i division 4 och ett damlag i division 5.
Idrottsplatsen Åbyvallen invigdes 1936, den nuvarande läktaren är från tidigt 1940-tal.
Under 1960-talet tillhörde Klippans brottare världseliten, med bland andra Ragnar Svensson, tungvikt och Bertil Nyström, weltervikt.
Klippans Friidrottssklubb grundad 1968 har fostrat flera landslagsidrottare på både senior- och ungdomsnivå. Under mitten av 1980-talet var herrlaget uppe i elitserien för klubblag och blev också Götalandsmästare. Bland namnkunniga friidrottare som tävlat för klubben finns långdistanslöparen och mångfaldiga SM-medaljören Sarah Lahti, de spjutkastande bröderna Joakim och Mats Nilsson, kortdistanslöparen Marko Granat (200–400 meter) samt höjdhopparen Ingela Kallin, tidigare Sjunnesson.
Bertil Swahn är en riktig kändis inom handikappidrotten. Han vann guld 800 meter och brons på 80 meter vid handikapp-OS 1980.

## Kända personer från Klippan
- Bertil Ohlin